# فوجیساوا یوریچیکا
فوجیساوا یوریچیکا ((به ژاپنی: 藤沢 頼親 ふじざわ よりちか); تولد نامشخص – ۱ ژانویهٔ ۱۵۸۲) سامورایی در دوره سنگوکو اهل ژاپن بود.
اهل ولایت شینانو و ارباب قلعه فوکویو بود.